# Padatik
Padatik (bengalisch: পদাতিক Padātik; übersetzt: Fußsoldat) ist ein indischer Spielfilm von Mrinal Sen aus dem Jahr 1973. Mit diesem Film schloss der Regisseur seine Kolkata-Trilogie über die sozialen und politischen Unruhen der frühen 1970er Jahre in der Stadt ab.

## Handlung
Der Politaktivist Sumit entflieht dem Polizeigewahrsam. Er versteckt sich in der Wohnung seines Parteifreundes Biman und dessen Schwester. Doch der Parteiführer Nikhil kann ihn in dem gehobenen Apartment der geschiedenen Sheela Mitra unterbringen, die in einer Werbeagentur arbeitet und mit den politischen Zielen der Aktivisten sympathisiert. Biman bleibt Sumits Verbindungsmann in die Außenwelt.
In der Isoliertheit und Einsamkeit der Wohnung sinniert Sumit über Sinn und Unsinn seiner politischen Aktivitäten, die mit ihrer Radikalität nicht die Mitte der Gesellschaft erreichen. Er  hinterfragt die Strukturen in der Parteiführung, die jeglichen kritischen Dialog unterbindet und Gehorsam und ein Unterordnen unter ihre Ziele fordert.
Mit Sheela, die in Bezug auf ihr selbstbestimmtes Leben nach einer Scheidung nicht weniger gesellschaftlicher Rebell als Sumit im Politischen ist, entwickelt sich eine private Unterhaltung. Er erfährt etwas über den Streit mit ihrem geschiedenen Ehemann um den sechsjährigen Sohn Kunal, der ein Internat in Darjeeling besucht. Biman denunziert ihn versehentlich bei Nikhil, da er die Vertrautheit der beiden als eine von der Partei unerwünschte Zuneigung fehlinterpretiert.
Als Biman Sumit von dessen sterbenskranker Mutter berichtet, kehrt er aus seinem Versteck in die elterliche Wohnung zurück, wo seine Mutter gerade gestorben ist. Der Vater, mit dem er im Streit lag, ermuntert Sumit, mit seinem Kampf fortzufahren.

## Hintergrund
Die Filmszenen sind  unterbrochen von indischen Nachrichtenschlagzeilen, Dokumentaraufnahmen des Vietnamkriegs und Bildern hungernder Menschen. In einer Sequenz mit Interviews zum Standpunkt von Frauen zur politischen und gesellschaftlichen Situation in Indien, die Sheela Mitra für ihre Werbeagentur anfertigt, geben unter anderem die Schriftstellerin Lila Majumdar und die Sängerin Suchitra Mitra ihre Position zum Fortschritt bei der Gleichberechtigung von Mann und Frau wider.
Sens klare, obgleich naive Einschätzung von Parteipolitik und politischer Führerschaft war seinerzeit sehr umstritten, weil er durch die Ermahnung von Sumits Vater, die Naxalitenbewegung habe ihre Lektion aus dem indischen Freiheitskampf lernen sollen, suggeriert, dass der Naxalitenaufstand gegen den indischen Staat auch als Verlängerung der Unabhängigkeitsbewegung gesehen werden könne.

## Auszeichnungen
Der Film wurde mit einem National Film Award für das beste Drehbuch 1973 ausgezeichnet.